# Franz Grillparzer
Franz Grillparzer (15. ledna 1791 Vídeň – 21. ledna 1872 Vídeň) byl rakouský spisovatel a dramatik.

## Život
Narodil se do početné rodiny múzicky nadané a neurotické Anně Františce Sonnleithnerové († 1819), která byla dcerou advokáta dvorského soudu a děkana právnické fakulty ve Vídni Christopha Sonnleithnera. Christoph Sonnleithner byl přítel skladatele Josefa Haydna, sám zkomponoval 36 smyčcových kvartetů. Grillparzerův otec byl advokát Wenzel E. J. Grillparzer (1760–1809), horlivý přívrženec liberální vlády císaře Josefa II. Rodina žila ve stálých dluzích a v selském domě.

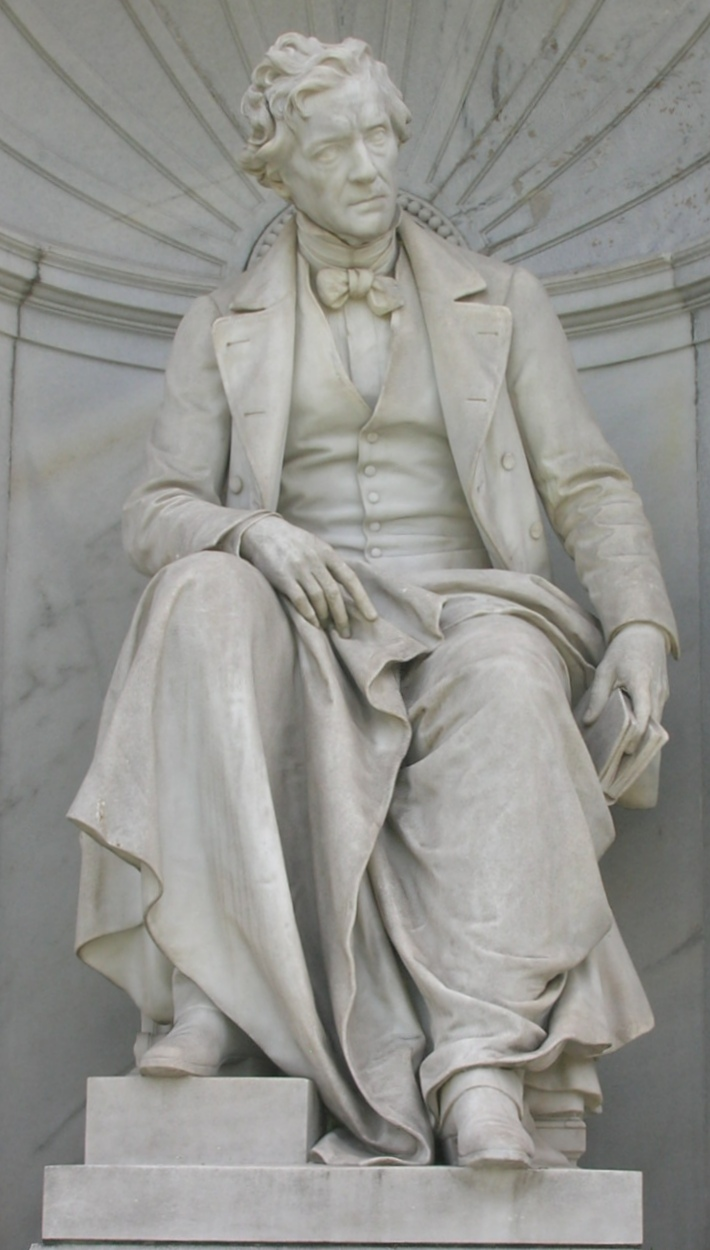
Grillparzerova socha ve Vídni

Grillparzer vystudoval právnickou fakultu univerzity ve Vídni, po jejím ukončení v roce 1811 se stal soukromým učitelem a zároveň nastoupil na místo neplaceného koncipienta do Dvorní knihovny, čímž získal neomezený přístup do knihovního fondu. Zaměstnání v té době získal jako domácí učitel a vychovatel v rodině hraběte Josefa Jana Seilern-Aspang (1752–1838), majitele panství Lukov a Starý Jičín. Grillparzer s rodinou Seilernů pobýval nejprve v roce 1812 ve Velkých Losinách, a v roce 1813 pak na jejím nově zbudovaném rodovém sídle - zámku Lešná u Zlína. Ve stejném období jeho mladší bratr Kamillo Grillparzer (1793-1875) pracoval jako písař na zámku v Novém Jičíně, který jako velkostatek přináležel Tereziánské akademii ve Vídni. S úmyslem návštěvy svého bratra se Franz Grillparzer v roce 1813 odebral na seilernovský zámeček na Starém Jičíně, kde také načas pobýval.
Ještě téhož roku se ale vrátil (po prodělané těžké nemoci na Lešné) zpět do Vídně, kde nastoupil jako koncipient – praktikant do C. a k. Dvorní komory. Od roku 1821 pracoval jako právní koncipient na ministerstvu financí. Počínaje rokem 1832 řídil archiv tohoto ministerstva (dříve c. k. dvorské komory) a to až do odchodu do důchodu roku 1852.
V roce 1823 na pozvání ministra financí a tehdejšího majitele jemnického panství hraběte Jana Filipa Stadiona pobýval v Jemnici. Hrabě v rozsáhlých sklenících pěstoval cizokrajné rostliny z celého světa, zejména z Indie. Jejich krása básníka okouzlila natolik, že ve své básni Rozčarování říká „na Moravě je má Indie“.
Nikdy se neoženil, ale s družkou Kateřinou Fröhlichovou byl zasnouben. Jeho spisovatelská činnost byla oceněna až koncem života. K jeho přátelům a následovníkům patřil např. August Sauer. Roku 1872 zemřel, byl pochován na hřbitově v Hietzingu.

## Dílo
Jako spisovatel byl v mládí jistě ovlivněn napoleonskou dobou a dozvuky osvícenství josefínské epochy. Na jednu stranu tíhl sice ke konzervatismu, na druhou však nemohl nevidět důsledky zpátečnictví za vlády císaře Františka I., které často zastřeně kritizoval. Nezískal si tak oblibu ani u dvorské kritiky, ani u radikálnějších stoupenců mladoněmeckého hnutí. Publikum si však jeho her cenilo.
S velkým úspěchem byla hrána již jeho prvotina Die Ahnfrau (Pramáti) z roku 1817, osudová tragédie ovlivněná romantismem. Roku 1818 následovala Sapho (uvedena ve Vídni 1819) a roku 1822 byla ve vídeňském Hofburgtheateru uvedena trilogie Das Goldene Vlies (Zlaté rouno). Poslední část této trilogie Medea zdomácněla na všech německých scénách. Také v současné době je tato Medea inspirací, jak je vidět např. z nastudování Karin Beierové v kolínském Schauspielhausu v květnu roku 2008.
Roku 1825 byla uvedena jeho tragédie König Ottokars Glück und Ende / Sláva a pád krále Otakara. Jejím hrdinou je římský císař Rudolf I. Habsburský a odpůrcem český král Přemysl Otakar II., který je zde líčen jako neurvalý uzurpátor. Hra tak vzbudila velkou nevoli mezi českými buditeli a Grillparzer se při své návštěvě Prahy následujícího roku pokoušel Čechům vysvětlit, že chtěl oslavit prapůvodní ideály habsburské dynastie, nikoliv útočit na české vlastenecké smýšlení. Do češtiny drama přeložil pod názvem Sláva a pád krále Otakara v roce 2019 Radek Malý a v komentovaném vydání jej knižně vydala Městská divadla pražská u příležitosti prvního českého uvedení hry v divadle Komedie v září 2019.
Do konfliktu s cenzurním úřadem i s míněním císařského dvora se dostal hrou Ein treuer Diener seines Herrn (1828). Traduje se, že císař chtěl šíření díla zabránit skoupením jeho výtisků. Roku 1835 byla uvedena tragédie Tristia ex Ponto. Následovala dosti ceněná tragédie Des Meeres und der Liebe Wellen (Vlny moře a lásky) z roku 1831, podobně jako oslavné drama Feldmarschall Radetzky z roku 1848, uvedené s úspěchem za přítomnosti hrdiny Josefa Václava Radeckého i císaře Františka Josefa I. ve Vídni, a po smrti Radeckého také v Praze v roce 1858. Oproti tomu komedie Weh dem, der lügt (Běda tomu, kdo lže, 1848) úplně propadla a autor se zařekl, že další díla už nebude veřejně uvádět. Drama Libussa čerpající látku z mytických českých dějin napsal roku 1847, ale bylo objeveno až v jeho pozůstalosti.
Také drama Židovka z Toleda z roku 1851 bylo poprvé provedeno až po jeho smrti v roce 1872 v Praze. V roce 1919 napsal podle této hry rakouský scenárista a režisér českého původu Robert Land scénář k němému filmu. Vedle divadelních her Grillparzer skládal i básně a epigramy.
Teprve po roce 1848 se dočkal většího ocenění. Univerzita v Lipsku jej roku 1859 odměnila čestným doktorátem, roku 1861 stal se doživotním členem Panské sněmovny, roku 1864 čestným občanem Vídně. Jeho úplné dílo vydáno v letech 1909–1942 ve 42 svazcích. Mnohá díla jsou digitalizována a několik her je přístupných online.

## Fotogalerie

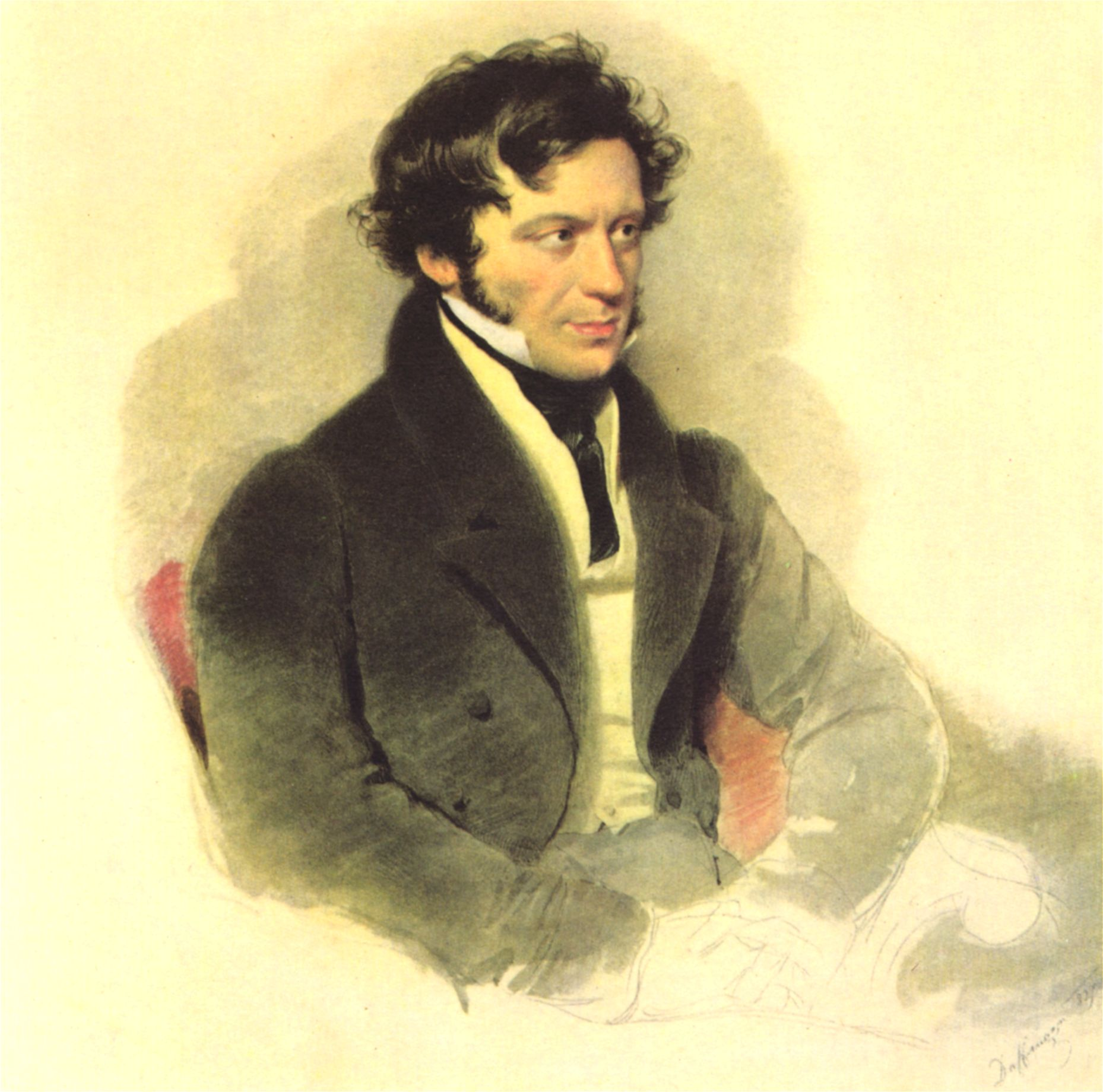
Franz Grillparzer
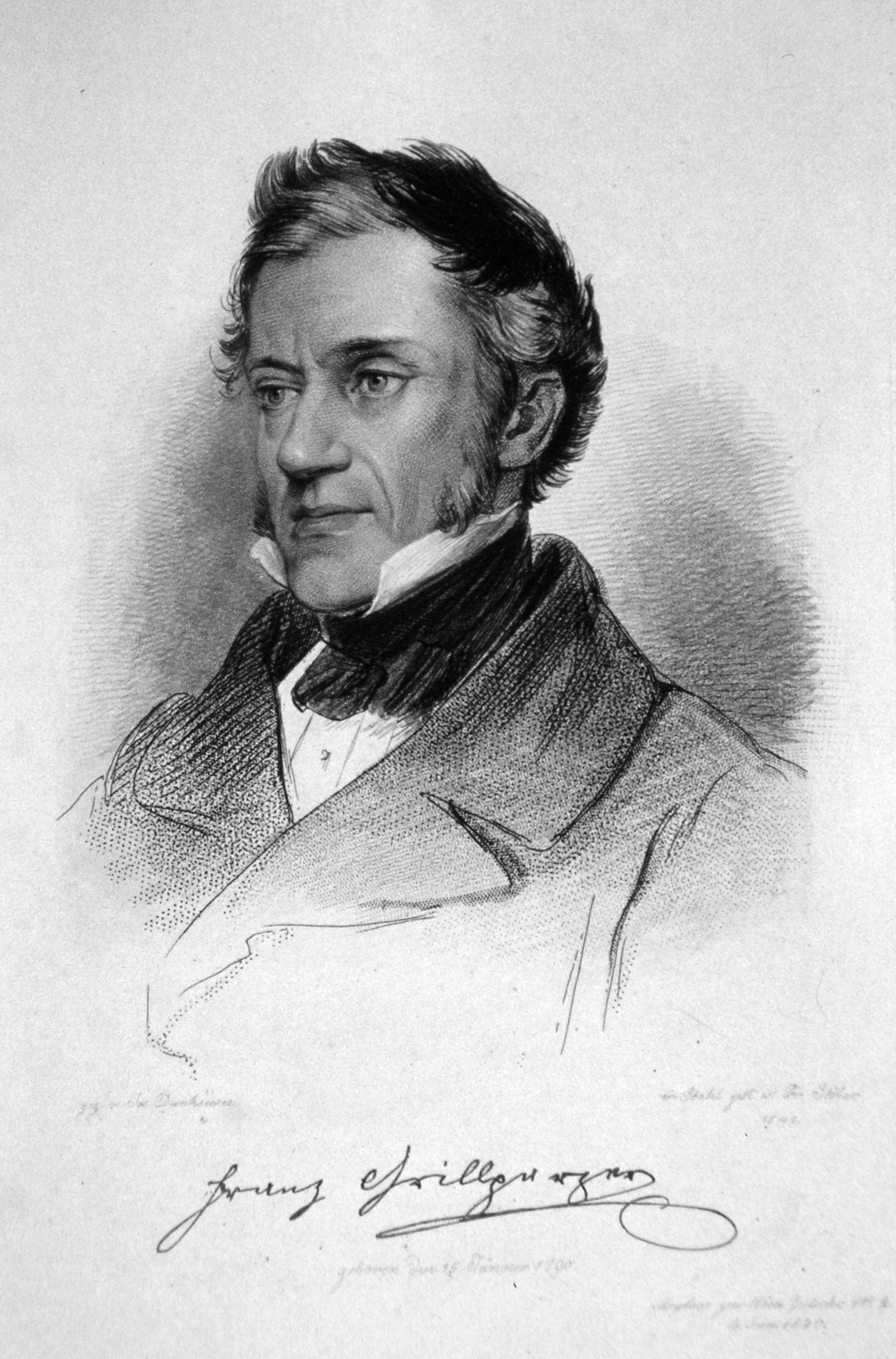
Franz Grillparzer
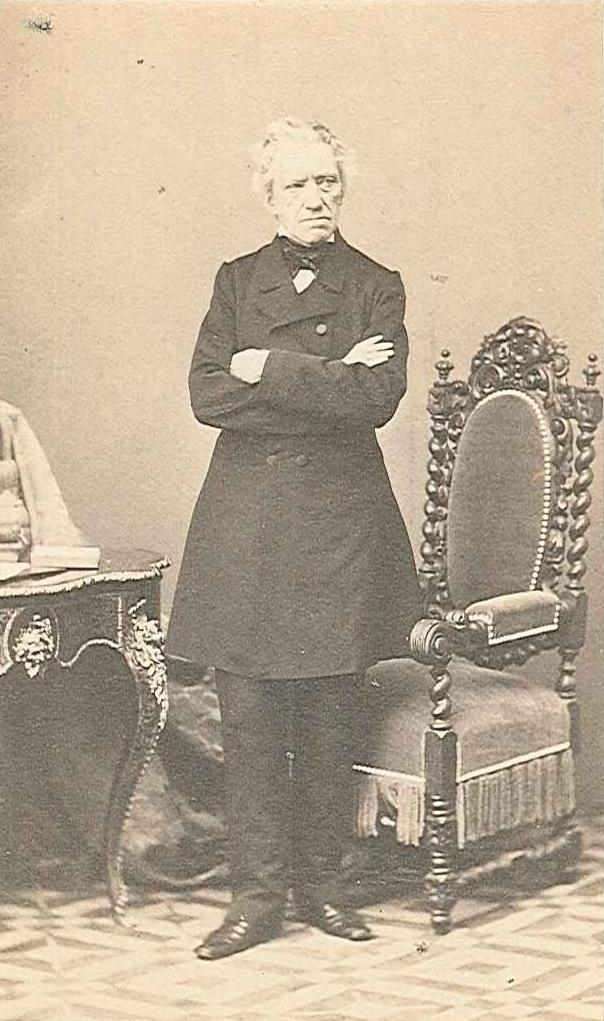
Franz Grillparzer
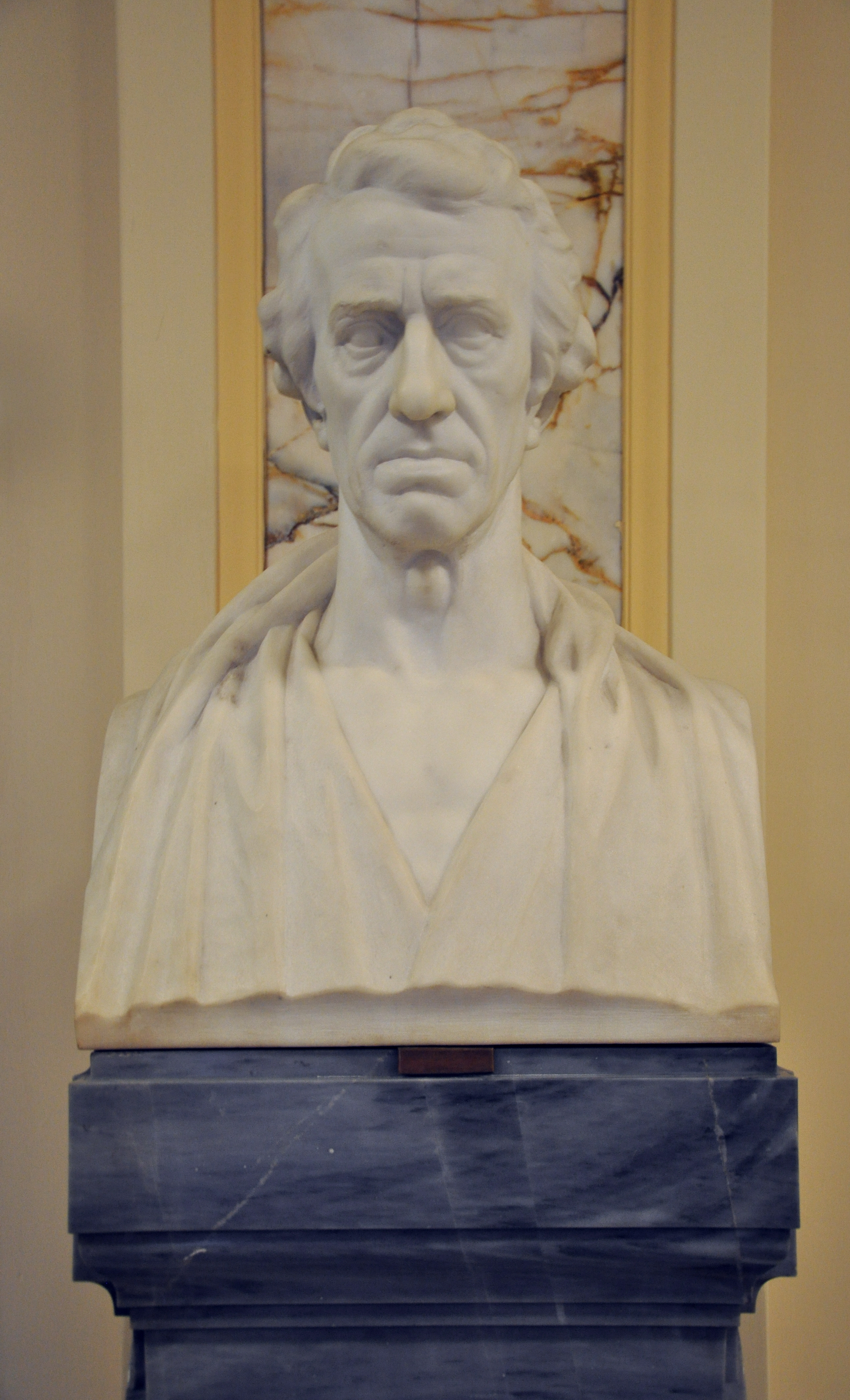
Grillparzerova busta v Meiningenu
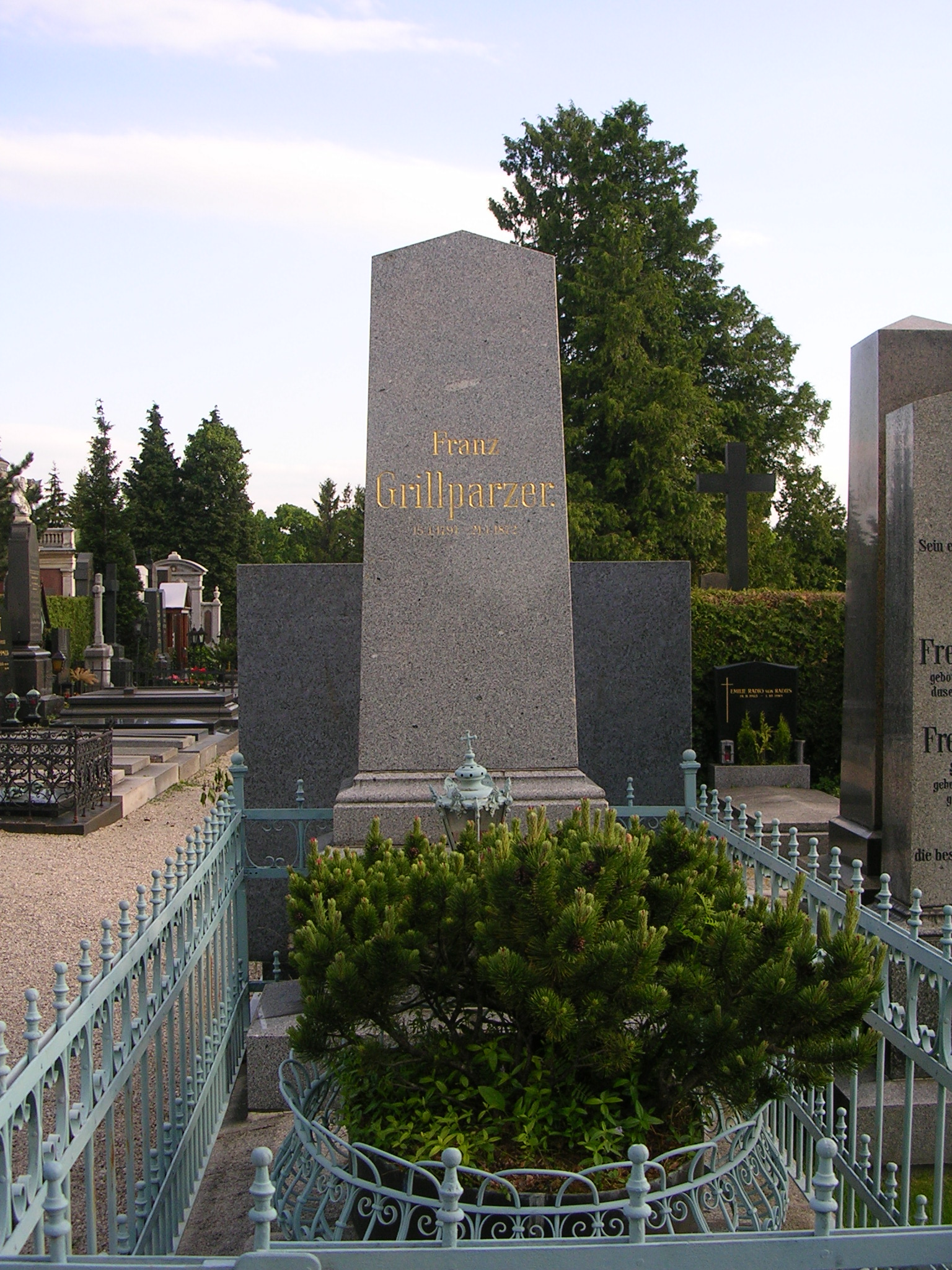
Hrob Franze Grillparzera v Hietzingu (Vídeň)